# Liste der Bürgermeister und Oberbürgermeister von Wismar
Dies ist eine (unvollständige) Liste der Bürgermeister und Oberbürgermeister der Hansestadt Wismar. Bürgermeister wurden im Mittelalter zumeist von den bedeutendsten Gilden gestellt. Das Amt des Bürgermeisters wurde oft auf Lebenszeit vergeben.
- anno 1260: Hildbrandt von Pfuel[1]
- 1411–1416: Claus Jesup
- 1419–1427: Johann Bantzkow
- 1427–1430: Claus Jesup
- 1428–1451: Peter Loste
- 1451–1475: Peter Langejohann
- um 1511: Heinrich Malchow
- 1610–1628 Adam von Restorff, ab 1597 Ratsherr.[2]
- 1669–1677: Heinrich Schabbel
- 1733-[?]: Heinrich Tancke
- 1826–1835: Anton Haupt (der Ältere)
- 1836–1867: Gabriel Christian Mann
- 1872–1889: Anton Haupt (der Jüngere)
- 1889–1900: Adolf Fabricius
- bis 1919: Paul Wildfang
- 1919–1929: Hans Raspe (parteilos, konservativ)
- 1929 bis 8. März 1933: Dr. jur. Heinrich Brechling (1897–1959, SPD)
- 8. März 1933 bis 21. Mai 1945: Alfred Pleuger (NSDAP)
- 22. Mai 1945 bis 21. Juni 1945: Heinrich Freiherr von Biel (parteilos)
- 22. Juni 1945 bis 2. August 1945: Heinz Janert (parteilos)
- 2. August 1945 bis 20. September 1945: Karl Keuscher (KPD)
- 21. September 1945 bis 15. Dezember 1945: August Wilke (KPD)
- 15. Dezember 1945 bis 31. Dezember 1950: Herbert Säverin (SPD/SED)
- Januar 1951 bis Juni 1952 Erhard Holweger (SED)
- 18. August 1953 bis 7. Juni 1957: Herbert Kolm (SED)
- 5. Juli 1957 bis 14. April 1969: Herbert Fiegert (SED)
- 15. April 1969 bis 15. November 1989: Günter Lunow (SED)
- 15. November 1989 bis 30. Mai 1990: Wolfram Flemming (SED), kommissarisch eingesetzt
- 30. Mai 1990 bis 17. Juli 2010: Rosemarie Wilcken (SPD)
- ab 17. Juli 2010: Thomas Beyer (SPD)